# Liste der Biografien/Help
Liste der Biografien |
Portal Biografien |
Personensuche
# |
A |
B |
C |
D |
E |
F |
G |
H |
I |
J |
K |
L |
M |
N |
O |
P |
Q |
R |
S |
T |
U |
V |
W |
X |
Y |
Z |
?
 
Ha |
Hd |
He |
Hi |
Hj |
Hk |
Hl |
Hm |
Hn |
Ho |
Hr |
Hs |
Ht |
Hu |
Hv |
Hw |
Hy
 
Hea |
Heb |
Hec |
Hed |
Hee |
Hef |
Heg |
Heh |
Hei |
Hej |
Hek |
Hel |
Hem |
Hen |
Heo |
Hep |
Heq |
Her |
Hes |
Het |
Heu |
Hev |
Hew |
Hex |
Hey |
Hez
 
Hela |
Helb |
Helc |
Held |
Hele |
Helf |
Helg |
Heli |
Helj |
Helk |
Hell |
Helm |
Heln |
Helo |
Help |
Helr |
Hels |
Helt |
Helu |
Helv |
Helw |
Hely |
Helz
Die Liste der Biografien führt alle Personen auf, die in der deutschsprachigen Wikipedia einen Artikel haben. Dieses ist eine Teilliste mit 9 Einträgen von Personen, deren Namen mit den Buchstaben „Help“ beginnt.

## Help
- Help, Gustavo Arturo (* 1946), argentinischer Geistlicher, emeritierter römisch-katholischer Bischof von Venado Tuerto

### Helpe
- Helperic von Auxerre, Benediktinermönch, Lehrer, Wissenschaftler und Theologe
- Helperich von Plötzkau († 1118), Graf von Plötzkau und Walbeck und Markgraf der Nordmark (1112)

### Helpm
- Helpman, Elhanan (* 1946), israelischer Wirtschaftswissenschaftler
- Helpmann, Robert (1909–1986), australischer SchauspielerRobert Helpmann (1909–1986)

Robert Helpmann (1909–1986)

### Helpp
- Helppi, Juha (* 1977), finnischer Pokerspieler

### Helpr
- Helprin, Mark (* 1947), US-amerikanischer Schriftsteller

### Helps
- Helps, Arthur (1813–1875), englischer Schriftsteller
- Helps, Robert (1928–2001), US-amerikanischer Pianist und Komponist